# Michail Odarčenko
Michail Odarčenko (* 29. května 1955) je český spisovatel a poradce v oblasti podnikání a řízení. Je autorem veřejných projevů a publikací z oblasti literární vědy, umění a veřejné správy, též odborných překladů, filmových scénářů, poezie, prózy a písňových textů.

## Veřejná činnost
Od 90. let působil na Magistrátu hlavního města Prahy jako poradce primátora. Na této pozici spolupracoval se šesti polistopadovými primátory, spolupráci ukončil v roce 2007 za Pavla Béma. Zde měl na starosti mimo jiné územní plánování a památkářství. Věnoval například problematice graffiti, jako lektor se účastnil řady přednášek či televizních besed a také se podílel na novele trestního zákona, která v roce 2001 překvalifikovala sprejerství na trestný čin. Zároveň ale prosazoval vymezení ploch pro legální díla. V 90. letech také zasedal v představenstvu Pražské paroplavební společnosti, v letech 1999 až 2007 byl místopředsedou správní rady Nadačního fondu Brána jazyka pootevřená. V roce 2011 se neúspěšně ucházel o funkci ředitele Národní galerie. V roce 2014 poskytoval poradenství Andreji Babišovi.
V roce 2016 moderoval slavností odhalení pomníku Františka Josefa I. v Pohledi, které organizoval Spolek pro obnovu českého království. Pro české monarchisty také napsal novou sloku Rakouské císařské hymny.

## Publikační činnost
Za svou kariéru publikoval několik desítek literárněvědných studií a popularizačních statí, odborných překladů či článků a rozhovorů s osobnostmi veřejného života. Mezi jeho díla patří i básnické sbírky Láska přes eSeMeS (2015) a I cu suzu cu a jiné písně (2020). Je spoluautorem monografie 100 let českého sportu: 1918–2018 (2018), jež doznala několika dotisků a obdržela prestižní cenu Miroslava Ivanova za literaturu faktu. Rovněž se podílel na kompendiu Historický vývoj státní regulatoriky v oblasti sportu v České republice od roku 1918 (2021) a na projektu 100 let české státnosti ve Středočeském kraji, v jehož rámci vydal obsáhlou encyklopedie se stejnojmenným názvem (2018). Napsal předmluvu k monografii Praha mosty spojená (2020) a je spoluautorem největšího česko-slovenského encyklopedického projektu Dějiny sebevědomí – Diplomaté bez pasu, Rodinné stříbro a Zlatý poklad. Odarčenkovy statě jsou publikovány v řadě odborných časopisů (Slavia, Literární měsíčník, Moderní obec, Veřejná správa, Ruský jazyk a literatura, Nová rusistika, Slavica litteraria aj.).